# Clement N'Goran
Clement N'Goran (7 augustus 1969) is een voormalig professioneel tennisser uit Ivoorkust. Hij vertegenwoordigde zijn vaderland op de Olympische Spelen van 1988 in Seoul, waar hij in de eerste ronde verloor van de Brit Andrew Castle. In 1996 nam hij deel aan het olympisch dubbelspel aan de zijde van zijn jongere broer Claude N'Goran. Daar verloor het Afrikaanse duo in de tweede ronde van de Nederlanders Jacco Eltingh en Paul Haarhuis.